# Бартоще, Яцек
Я́цек Барто́ще (пол. Jacek Bartoszcze; 14 октября 1961 года, Белжице, Люблинское воеводство, Польша — 20 августа 2005 года, село Надрыбе-Двур, Люблинское воеводство, Польша) — генерал бригады, военный лётчик.

## Биография
Его дед служил в Армии крайовой, после войны был арестован НКВД и провёл 3 года в лагерях ГУЛАГа.
Окончил Высшую офицерскую школу в Демблине, Академию национальной обороны в Варшаве (1993) и прошёл обучение в американской Академии военно-воздушных сил (англ. Air War College; 2002).
Командовал 40-м авиаполком в Свидвине (1997—1999), 2-й бригадой тактической авиации (1999—2001). С 2003 года был главой ВВС — заместителем начальника подготовки воздушных сил. Был первым польским лётчиком, который пилотировал F-16.
15 августа 2005 года получил звание генерала бригады.
Погиб близ населённого пункта Надрыбе-Двур гмины Пухачув, разбившись в самолёте RV-6, принадлежавшем бельгийскому гражданину, который вместе с ним поднялся в воздух. Во время выполнения одной из фигур высшего пилотажа самолёт внезапно потерял высоту и рухнул на землю. Кто управлял самолётом, установить не удалось.

## Награды
- Серебряный Крест Заслуги (2004)[5]
- Бронзовый Крест Заслуги (1997)[6]
- Серебряная медаль «Вооружённые силы на службе Родине»[1]
- Серебряная медаль «За заслуги в обеспечении обороноспособности страны»[1]